# اچ‌ام‌اس دورستشایر (۱۷۵۷)
اچ‌ام‌اس دورستشایر (۱۷۵۷) (به انگلیسی: HMS Dorsetshire (1757)) یک کشتی بود که طول آن ۱۶۲ فوت (۴۹٫۴ متر) بود. این کشتی در سال ۱۷۵۷ ساخته شد.